# 小行星9362
小行星9362（英語：9362 Miyajima）是一颗围绕太阳公转的小行星。1992年3月23日，圓舘金、渡邊和郎在北见发现了此天体。
这颗小行星的绝对星等为330.5291076534773等。